# Pompa a diffusione

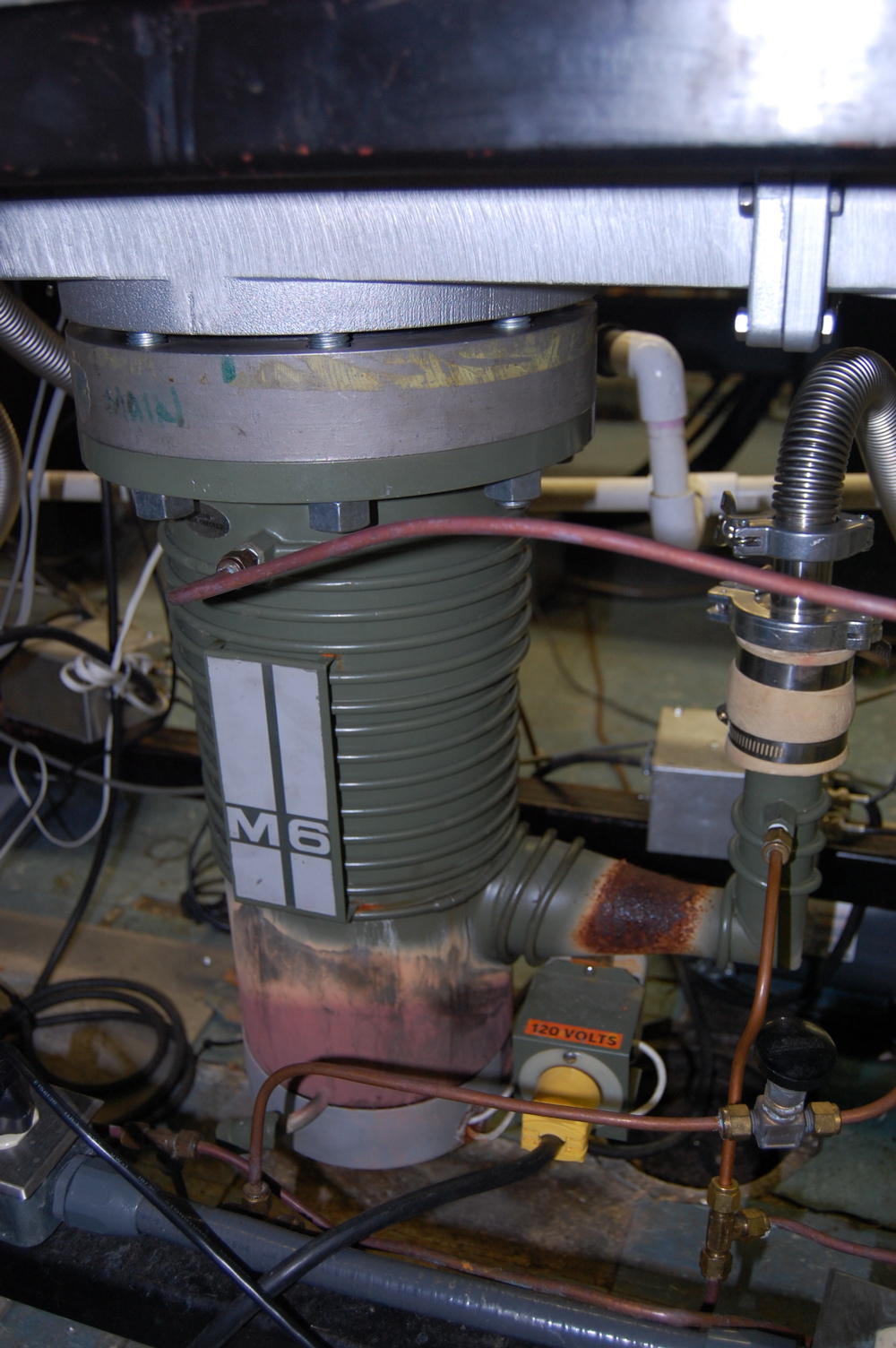
Pompa a diffusione a olio

La pompa a diffusione è una pompa per alto vuoto priva di parti in movimento, essa è in grado di generare una pressione inferiore a 10-5 mbar, il suo funzionamento è basato sulla diffusione dei vapori di un olio a bassissima tensione di vapore (in genere fluido siliconico o olio di silicone).
La pompa è costituita da un recipiente inferiore (fornello), che contiene l'olio e il sistema di riscaldamento, dal quale si diparte un condotto verticale che termina con una serie di ugelli rivolti verso il basso; il tutto è contenuto in un recipiente collegato con la camera dove si deve fare il vuoto e con una pompa ausiliaria a medio vuoto (10-1 mbar).
I vapori di olio salgono nel condotto e fuoriescono ad alta velocità dagli ugelli, trascinando le molecole di gas verso la zona del fornello, dove queste sono aspirate dalla pompa ausiliaria. I condotti di collegamento con la camera e con la pompa ausiliaria sono muniti di diaframmi e raffreddati, così da far condensare i vapori d'olio evitandone la fuoriuscita.
Le pompe a diffusione sono affidabili e richiedono una manutenzione assai limitata.